# Anemone tibetica
Anemone tibetica är en ranunkelväxtart som beskrevs av Wen Tsai Wang. Anemone tibetica ingår i släktet sippor, och familjen ranunkelväxter. Inga underarter finns listade i Catalogue of Life.